# Фернандо Мелигени
Фернандо Мелигени (на португалски: Fernando Meligeni) е бразилски тенисист.

## Биография
Фернандо Ариел Мелигени е роден на 12 април 1971 г. във Буенос Айрес, Аржентина, но се премества със семейството си в Сао Пауло, Бразилия, когато е на четири години. Той е от италиански произход, има по-малка сестра Паула, майка на двама тенисисти, Фелипе и Каролина Мелигени Алвес. Той кандидатства за бразилско гражданство като тийнейджър и му отнема пет години, за да завърши процеса.
Фернандо Мелигени е женен за актрисата Карол Хюбнер, от която има две деца.

## Кариера
Фернандо Мелигени печели три титли на сингъл и 7 на двойки. Достига полуфинал, както на Откритото първенство на Франция през 1999 г., така и на Летните олимпийски игри през 1996 г. Той е известен с това, че играе до краен предел (тайбрек и пет сета). Любимата му повърхност е клей.

## Кариерна статистика

### ATP финали (3 титли; 6 финала)
|        | П–З | Година | Турнир                | Клас           | Настилка | Опонент       | Резултат           |
| ------ | --- | ------ | --------------------- | -------------- | -------- | ------------- | ------------------ |
| Загуба | 0–1 | 1995   | Мексико Оупън         | Световни серии | Клей     | Томас Мустер  | 6–7(4–7), 5–7      |
| Победа | 1–1 | 1995   | Швеция Оупън          | Световни серии | Клей     | Кристиан Рууд | 6–4, 6–4           |
| Победа | 2–1 | 1996   | Ю Ес Клей Чемпиъншипс | Световни серии | Клей     | Матс Виландер | 6–4, 6–2           |
| Победа | 3–1 | 1998   | Прага Оупън           | Световни серии | Клей     | Слава Доседел | 6–1, 6–4           |
| Загуба | 3–2 | 2001   | Брасил Оупън          | Световни серии | Твърда   | Ян Вацек      | 6–2, 6–7(2–7), 3–6 |
| Загуба | 3–3 | 2002   | Мексико Оупън         | Межд. Голд     | Клей     | Карлос Моя    | 6–7(4–7), 6–7(4–7) |